# Shea Couleé
Shea Couleé (née Jaren Kyei Merrell,) est une drag queen principalement connue pour sa participation à la neuvième saison de RuPaul's Drag Race, à la cinquième saison de RuPaul's Drag Race: All Stars et à la septième saison de RuPaul's Drag Race: All Stars.

## Jeunesse et éducation
Jaren Kyei Merrell nait le 8 février 1989 à Chicago, dans l'Illinois, et grandit à Plainfield. Merrell est le plus jeune de cinq enfants d'une mère pastoresse,. En 2011, Merrell obtient son diplôme de stylisme à l'Université Columbia de Chicago. L'expérience théâtrale de Jaren commence à neuf ans: Merrell est costumier de la production du Conte d'hiver de Shakespeare lors de sa dernière année d'études.

## Carrière
Jaren Kyei Marrell commence le transformisme après son numéro de soliste dans un spectacle de new burlesque.
Son activité se centre autour des bars et des boîtes de nuit de Chicago,,. Avant de faire du transformisme son emploi à temps plein, Jaren travaille comme vendeur dans un magasin pour adultes.
En 2016, Shea Couleé est photographiée pour le magazine Glossed and Found.
En avril 2017, Shea Couleé apparaît dans le clip vidéo de la chanson Too Funky de la drag queen Peppermint. En mai 2017, Shea Couleé participe à la tournée Werq the World 2017, présentée par Bianca del Rio et Michelle Visage, avec d'autres participantes de RuPaul's Drag Race telles qu'Alaska, Alyssa Edwards, Detox, Latrice Royale et Violet Chachki. En juillet 2017, Shea Couleé co-produit, réalise et joue dans son propre long-métrage Lipstick City.
D'avril à octobre 2018, Shea Couleé présente Call Me Couleé, une web-série documentaire autobiographique de six épisodes, centrée sur sa vie après RuPaul's Drag Race,. En juin 2018, Shea Couleé participe avec Asia O'Hara et Monét X Change au spectacle Black Girl Magic de The Vixen. En septembre 2018, Shea Couleé fait partie, avec d'autres participantes de RuPaul's Drag Race, des danseurs de Christina Aguilera pour la présentation de la collection printemps-été 2019 d'Opening Ceremony. Elle est photographiée avec Farrah Moan pour le lancement de la palette de maquillage Lunar Beauty de Manny MUA. En novembre 2018, elle participe avec Detox et Kim Chi à une campagne Lush pour les fêtes de fin d'année,.
En mars 2019, Shea Couleé apparaît dans le clip vidéo de la chanson Sally Walker d'Iggy Azalea. En mai 2019, elle participe avec Farrah Moan et Violet Chachki pour une campagne Huda Beauty.
Le 5 et le 6 mars 2020, Shea Couleé participe avec BeBe Zahara Benet, Bob the Drag Queen, Monique Heart, Peppermint et The Vixen à la tournée Nubia à New York et à Los Angeles,.
Elle est l'une des inspirations du personnage de Shade, le premier super-héros drag queen de la franchise Marvel,.
En 2022, elle rejoint le casting de la nouvelle série de la franchise Marvel, Ironheart, qui devrait être diffusée sur Disney+ en 2023.

### RuPaul's Drag Race
Après cinq ans d'audition, Shea Couleé est annoncée comme l'une des quatorze candidates participant à la neuvième saison de RuPaul's Drag Race,.
Après quatre victoires lors de la compétition,,,, elle est éliminée lors de la finale par Sasha Velour, la gagnante de la saison, et se place donc troisième. Son élimination est sujette à controverses lors de sa diffusion, que Shea Couleé dément en défendant le talent de Sasha Velour.
Le 8 mai 2020, Shea Couleé est annoncée comme l'une des dix candidates participant à la cinquième saison de RuPaul's Drag Race: All Stars. Le 24 juillet 2020, elle remporte la saison.
Le 13 avril 2022, Shea Couleé est annoncée comme l'une des huit candidates de la septième saison de RuPaul's Drag Race All Stars.

## Activisme
Shea Couleé a toujours jugé importante l'utilisation de son art pour inspirer les gens. Elle annonce dans une entrevue avec Seattle Gay Scene : « Je dirais que l'influence que j'aimerais avoir sur la communité LGBT serait de pouvoir inspirer les gens — et plus particulièrement les personnes de couleur LGBT — à se sentir à l'aise avec eux-mêmes et leur identité, qu'ils comprennent qu'ils sont spéciaux, incroyables, et qu'ils méritaient tout ce qu'ils veulent ou ce dont ils rêvent. » Shea Couleé milite particulièrement pour l'égalité raciale, spécifiquement dans le monde du transformisme et dans la communauté des admirateurs de RuPaul's Drag Race, mais également pour la reconnaissance des femmes de couleur transgenres.

Shea Couleé est ouvertement contre le gouvernement du Président Donald Trump. Elle répond à la possible élimination de la reconnaissance de la transidentité aux États-Unis :
« Cher Trump : Vous n'avez pas à dire aux femmes ce qu'elles doivent faire ou ne pas faire de leur corps. Vous n'avez pas à définir le genre. Vous n'en avez pas les qualifications. Vous n'y connaissez rien. Rien du tout. Nous ne laisserons pas passer cela. Novembre arrive. Mate comme tu es orange, meuf. (en référence à une citation d'Alyssa Edwards lors de la cinquième saison de RuPaul's Drag Race) »
Shea Couleé a également montré son soutien à Elizabeth Warren, sénatrice des États-Unis et candidate aux primaires présidentielles du Parti démocrate de 2020, encourageant les gens à voter pour elle lors de l'élection présidentielle américaine de 2020.
En 2020, Shea Couleé participe et est porte-parole de la manifestation Drag March for Charge pour soutenir le mouvement Black Lives Matter.

## Vie privée
Shea Couleé est homosexuelle et non binaire,, préférant le they singulier en tant que personne et des pronoms féminins en tant que drag queen.
Pendant son adolescence, Shea souffre de boulimie et de complexes sur sa dentition, qui est modifiée à l'aide de médecine esthétique en 2018.
Sa drag family est composée de trois drag daughters : Kenzie Couleé, Bambi-Banks Couleé et Khloé Couleé.
Jaren Kyei Merrell cite comme inspirations pour le personnage de Shea Couleé Naomi Campbell, Grace Jones, Beyoncé, Michael Jackson, Joséphine Baker, Diana Ross et Stevie Wonder.
En avril 2018, lors d'une tournée, Jaren et Cameron Clayton sont victimes d'agressions homophobes par une femme dans un kebab à Newcastle.